# 宮城県道145号高城停車場線
宮城県道145号高城停車場線（みやぎけんどう145ごう たかぎていしゃじょうせん）は、宮城県宮城郡松島町のJR仙石線高城町駅と国道45号を結ぶ一般県道である。

## 概要

### 路線データ
- 起点：高城停車場[1]
- 終点：宮城郡松島町高城[1]
- 実延長：687.1 m[2]

## 歴史

### 年表
- 2020年（令和2年）10月3日：架け替えられた松島橋が開通した[3][4]。
- 2021年（令和3年）4月9日：終点が松島町松島から松島町高城に変更となった[5]。

## 路線状況

### 道路施設

#### 橋梁
- 松島橋
高城川を跨ぐ、全長68.95 mの橋[6]。東日本大震災で被害を受けた[3][6]ため、旧橋の約200 m上流に架け替えられ[3]、2020年10月3日に開通した[4]。国の災害復旧事業費が事業費として用いられた[3]。

## 地理

### 通過する自治体
- 宮城郡松島町

### 交差する道路
- 宮城県道27号奥松島松島公園線（宮城郡松島町高城）
- 国道45号（宮城郡松島町松島・終点）

### 沿線の施設
- JR仙石線高城町駅
- 松島町役場